# Принада
Принада (укр. Принада) — село в Яворовской городской общине Яворовского района Львовской области Украины.
Население по переписи 2001 года составляло 241 человек. Занимает площадь 0,644 км². Почтовый индекс — 81012. Телефонный код — 3259.